# かに座DX星
かに座DX星 (DX Cancri) は、太陽から11.8光年の距離に存在する赤色矮星でウィレム・ヤコブ・ルイテンによって発見された。太陽に比して9パーセントの質量を持ち、直径は13パーセントであり温度が低く小さい恒星である。非常に暗いため肉眼では観測できない。多くの文献ではスペクトル型M6.5に分類され、低質量の赤色矮星を対象とした観測ではしばしばスペクトルの標準として使われている。
かに座DX星は赤色矮星としては高速な0.46日周期で自転し、その軸は太陽系の方向に約60度傾いている。ダイナモ作用により磁気的に活発で、大規模な恒星フレアの発生や、強い磁場を伴った恒星黒点が観測されている。